# Балабан, Наум Исидорович
Нау́м Исидо́рович Балаба́н (при рождении Наум Израилевич-Зельманович Балабан; 27 декабря 1889  [8 января 1890], Павлоград, Екатеринославская губерния — 12 марта 1942, Симферополь) — российский и советский учёный-психиатр, доктор медицинских наук, профессор, заведующий психиатрической больницей в Симферополе. Председатель Академической комиссии по созданию Крымского медицинского института (1930—1932). Заведовал кафедрой и клиникой психиатрии в Крымском медицинском институте (1934—1942).  Заслуженный врач РСФСР. Во время оккупации Симферополя немецкими войсками остался с пациентами психиатрической клиники, спасал их, оформляя фиктивные выписки. Во время массовых казней пациентов психиатрической больницы в марте 1942 вместе с женой был задержан гестапо и погиб при невыясненных обстоятельствах (по одной из версий принял яд, по другой — был казнён).

## Биография

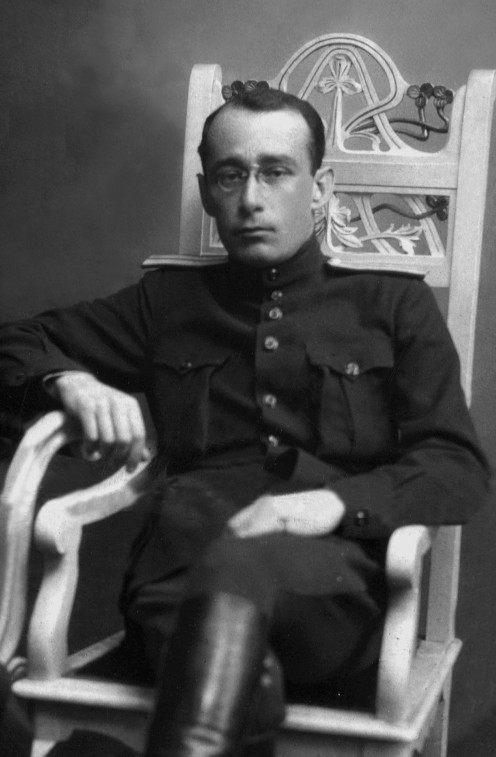
Военный врач Н. И. Балабан, 1916 год

### В Российской империи
Родился 27 декабря 1889 года (по старому стилю) в Павлограде Екатеринославской губернии в семье радзивиловского мещанина Кременецкого уезда Волынской губернии (впоследствии павлоградского купца первой гильдии и владельца мельницы) Израиля-Зельмана Наум-Зайвелевича (Сруля-Зельмана Нухим-Зайвелевича) Балабана (? — 1935, Харьков) и Малки Симоновны Балабан. В семье росло пятеро детей: Наум (1889), Александр (1893), Евгения (1896), Аркадий (1897) и Валентин (1903). Семья жила в собственном доме на улице Харьковской, № 73.
В 1908 году окончил гимназию в Павлограде, в 1909 году поступил учиться в Мюнхенский университет на медицинский факультет, выбрав специализацию «неврология и психиатрия». Его семья в это время переселилась в Харьков. В 1914 году в связи с началом войны между Россией и Германией переехал в Швейцарию, в Берн, где до весны 1915 года окончил обучение на медицинском факультете Бернского университета, учился у известного психиатра Эмиля Крепелина.
По окончании университета кружным путём прибыл в 1915 году в Россию, в Симферополь, был призван, служил в войсках Северного фронта, где на разных должностях и в воинских подразделениях прослужил с 1915 по 1917 год. В 1917 году Балабана избрали в Комитет солдатских депутатов армии в дивизионных лазаретах 16-й дивизии и 1-й Кавказской стрелковой дивизии.

### В Советской России
С января 1918 года служил военным врачом в РККА. 14 июня 1918 года был удостоен степени лекаря. Работал в Одессе и Кисловодске.
В 1920 году получил назначение врача для поручений госпиталя земского союза, работал старшим врачом лазарета в Феодосии. С конца 1920 по апрель 1922 года занимал должности заведующего лечебным отделом здравотдела Ревкома, заведующего лечебным отделом Крымревкома Наркомата здравоохранения Крымской АССР. На этой должности принимал активное участие в борьбе с эпидемией холеры. Эпидемии вспыхнули в Симферополе и Севастополе среди ослабленных и голодающих беженцев. Балабан добивается открытия на всём полуострове специальных эпидемических бараков и привоза вакцин из Парижского института Пастера, в Крыму начинают массово делать прививки от тифа и дизентерии. Однако Балабан заболел сам. Ухаживает за ним медсестра Елизавета Александровна Нелидова, его будущая супруга. За успехи в борьбе с эпидемией был награжден ценным подарком Наркомздрава РСФСР. С 1 апреля 1922 года поступил на службу ординатором Крымской областной психиатрической больницы в Симферополе, позднее возглавил её, жил в квартире при больнице.
Принимал в 1930—1932 годах деятельное участие в создании Крымского медицинского института, где позднее начал преподавать. В 1930-е годы профессор оберегал психиатрических пациентов, которые могли сказать неосторожное слово, а также здоровых, попавших под уголовное преследование. Он добился того, чтобы всех обвиняемых в антисоветской пропаганде привозили на обязательное психиатрическое обследование, после которого многие расследования прекращались. В 1937 году арестовали жену Наума Исидоровича — Елизавету Александровну, которая происходила из старинного дворянского рода Нелидовых. Её обвиняли в шпионаже, но через полгода отпустили, во многом благодаря авторитету профессора Балабана.
В довоенный период дважды избирался членом Симферопольского городского совета VII и XI созывов, членом КрымЦИКа VI и VII созывов, занимал должности заведующего клиникой психиатрии и заведующего кафедрой психиатрии Крымского мединститута имени И. Сталина (ныне Медицинская академия им. С. Георгиевского КФУ им. В. И. Вернадского). Было подготовлено 15 врачей-психиатров.

### Война, оккупация, спасение пациентов и смерть
Получить почётный знак он не успел — началась война. Наум Исидорович был назначен начальником военного отделения психиатрической больницы в звании военврача первого ранга (соответствует званию полковника). В сентябре 1941 года на полуострове началась активная эвакуация людей, оборудования и музейных ценностей. Больным, которых он выписывал накануне немецкого наступления, профессор выдавал эвакуационные билеты, без которых покинуть отрезанный Крым было невозможно. Согласно докладной записке № 380, профессор Балабан оставлен на оккупированной территории по распоряжению крымского правительства. Профессор не стал эвакуироваться из Симферополя, хотя имел такое право и возможность, и остался в больнице. При этом, будучи евреем, он не мог не понимать, какая участь его ожидает. В начале ноября немецкие войска вошли в Симферополь. На первом этапе массового уничтожения евреев в Симферополе его спасла анкета с пометкой православного вероисповедания, должность и отличное знание немецкого. Очевидно, знал он и о том, что ждет его пациентов, которые с точки зрения идеологии Третьего рейха подлежали уничтожению. Через несколько дней большую часть помещений психиатрической больницы было приказано освободить для медицинских нужд немецкой армии. Условия содержания пациентов сильно ухудшились, снабжение прекратилось, за несколько месяцев умерло около 250 человек. Как следует из сохранившихся документов оккупационного периода, зимой 1941—1942 Балабан выписал из клиники до 500 пациентов — вне больницы у них был шанс выжить.
В октябре 1941 года с войсками 11-й армии в Крым вошла зондеркоманда 11b (в составе айнзацгруппы «D», командир В. Брауне), которая совершила массовое убийство в Симферополе. Там, в противотанковом рву на 10-м км Феодосийского шоссе, с 11 по 13 декабря были расстреляны 14 300 евреев и 1500 крымчаков.
В феврале—марте 1942-го начались расправы нацистов над больными. Сначала увезли и расстреляли пациентов-евреев, а 7 марта 1942 года на территорию больницы, оцепленную эсэсовцами, въехали машины-душегубки. Медперсонал изолировали в отдельном помещении. Из 450 пациентов в тот день было уничтожено 447, троим чудом удалось выжить. Наум Балабан пережил своих пациентов всего на несколько дней. Его забрали в гестапо 12 марта вместе с женой. «У него была возможность уйти в этот период, прикрываясь родством жены. Она была дворянка. Это реабилитировало бы его перед фашистами, но он всё-таки остался с больными. Остался и погиб практически вместе с ними», — вспоминает его коллега Елизавета Дрок. Обстоятельства смерти супругов Балабан до сих пор точно не выяснены. В первом сообщении, опубликованном в 1942 году в газете «Красный флот», говорилось, что профессора расстреляли «за сочувствие партизанам». Потом появилась версия, что он погиб вместе с больными. Медсестра Надежда Стевен, понимавшая немецкий язык, утверждала, что слышала во время допроса, как немцы говорили, что Балабан и его жена приняли яд в машине по дороге в гестапо. Однако в домовой книге жилого дома № 27 по улице Розы Люксембург, где располагается больница, последние записи были сделаны в период оккупации. В графе напротив фамилии супругов Балабан записано "Арестованы германскими властями 12.03.42. Расстреляны". Место, где похоронены Н. И. Балабан и его жена, точно неизвестно. Скорее всего, они покоятся в одной из братских могил на симферопольском воинском кладбище по улице Русской.
Оставшиеся в Харькове родственники Н. И. Балабана, в том числе его мать Маня Балабан (урождённая Левшина, 1874—1942), погибли в гетто во время оккупации города.

## Научная деятельность
Начиная с 1922 года им опубликовано 26 книг и статей. Монография «Психозы и неврозы после землетрясения в Крыму» была издана в Нюрнберге в 1929 году. В ряде его работ изучались заболевания населения Крыма. Исследовал последствия перенесённого энцефалита, посвятил несколько актуальных до сих пор работ исследованию шизофрении. Предложил способы лечения энцефалита, прогрессивного паралича, состояний возбуждения при белой горячке и других проявлениях алкоголизма.
Одним из первых в СССР ввёл в практику систему дифференциации психиатрических отделений на острые и хронические болезни, а для лёгких форм диспансерный принцип медицинского обслуживания. В конце 1930-х годов применил инсулинокоматозный метод для лечения психических заболеваний. Редактировал ежегодные сборники научных статей крымских психиатров. Ввёл в практику психиатрии совместные клинические конференции, посвящённые сложным диагностическим случаям. Н. И. Балабан настаивал на проведении патологоанатомических конференций для оптимизации клинических диагнозов и внедрил в практику психиатрии специализированную патологоанатомическую службу. Им было создано первое специализированное хирургическое отделение в стенах психиатрической больницы № 1. Предвосхищая поздний принцип реабилитации Н. И. Балабан организовал при больнице подсобное хозяйство и «больничные сады».
В новом Крымском медицинском институте Наум Балабан возглавил кафедру психиатрии и наркологии. В мединституте он успел подготовить 15 врачей-психиатров. Он стал основоположником революционных методов лечения шизофрении и алкоголизма. В мае 1941 года президиум Верховного Совета РСФСР присвоил Балабану звание заслуженного врача РСФСР.

## Память
Психиатрическую больницу в Симферополе после войны долго ещё называли «балабановкой», а в 2017 году ей официально было присвоено его имя (Государственное бюджетное учреждение здравоохранения Республики Крым «Крымская республиканская клиническая психиатрическая больница № 1» имени Н.И. Балабана). Память о Балабане Науме Исидоровиче в октябре 2003 года была увековечена мемориальной доской в Республиканской клинической психиатрической больнице № 1, во многом благодаря поискам симферопольского краеведа Бориса Берлина .
О жизни и медицинском подвиге Н. И. Балабана в Крыму ещё в 2014 году планировалось снять фильм, был написан сценарий «Клятва» Татьяны Мирошник. Съемки в 2017—2019 годах вела компания «Кинопрограмма XXI век» при поддержке Министерства культуры РФ. Съёмки проходили в Крыму – Ялте, Севастополе и Симферополе. Натура на территории Крымской психиатрической больницы не подошла из-за позднейших перестроек. Но морг был снят именно там, поскольку почти всё оборудование в нём сохранилось. Основная часть съёмок прошла в Севастопольском морском госпитале Черноморского флота. Режиссёр фильма – Роман Нестеренко, оператор-постановщик – Геннадий Немых. Главную роль в картине «Клятва» исполнил Александр Баргман. Елизавету Нелидову сыграла Анна Вартаньян, в роли Густава Шеффера – Дмитрий Готсдинер. На IV Открытом фестивале популярных киножанров "Хрустальный ИсточникЪ-2021" в Ессентуках фильм получил Приз прессы, а Александр Баргман - приз "За лучшую мужскую роль".
По данным сайта Кинопоиск премьера фильма «Клятва» в России планировалась на 7 мая 2020 года. На экраны в России фильм вышел 26 ноября 2020 года.